# Futbol Club la Seu d'Urgell
El Futbol Club la Seu d'Urgell és un club de futbol català de la ciutat de la Seu d'Urgell, a l'Alt Urgell.

## Història
El primer club de la ciutat fou el FC Valira (o FC Balira, segons era esmentat en el moment) El club ingressà a la Federació Catalana de Futbol l'any 1922. L'any 1927 encara es té constància de la seva existència. Posteriorment el club es transformà en Unió Esportiva Urgellenca.
Després de la Guerra Civil, per normativa governamental el club ha de castellanitzar el seu nom. L'any 1954 el club assoleix l'ascens a Primera Regional. La següent temporada a la nova categoria el club ja hi participa com a UD Seo d'Urgel. El 1956 ascendeix a Tercera Divisió. El club disputarà dues temporades en aquesta categoria, la màxima assolida pel club.
A meitats dels anys 80 el club adopta el nom de FC la Seu d'Urgell.

## Temporades
- 1956-1957: 3a Divisió 18è
- 1957-1958: 3a Divisió 13è
- 1992-1993: Primera Div. Catalana 14è
- 1993-1994: Primera Div. Catalana 18è
- 1994-1995: Primera Div. Catalana 20è
- 2011-2012: Segona Catalana (G5) 7è